# کلیپر ویکتور
کلیپر ویکتور (به انگلیسی: Clipper Victor) یک هواپیمای ساختِ بوئینگ است. این هواپیما در ۲۴ دسامبر ۱۹۶۹ میلادی نخستین پرواز خود را انجام داد و سرانجام در 27 مارس 1977 بر اثر برخورد بویینگ747 کی ال ام به این هواپیما از بین رفت.